# راک یور بادی (ترانه ویکس)
راک یور بادی آلبومی است که توسط گروه ویکس ضبط شده‌است. این آهنگ به عنوان تک‌آهنگ در تاریخ ۱۴ آگوست ۲۰۱۲ توسط کمپانی جلی‌فیش منتشر شد. این آلبوم به منزلهٔ دومین سینگل ویکس می‌باشد که توسط شینسادونگ تایگر و چوی کیوسونگ تولید شده‌است. این آهنگ توسط چوی کیوسونگ و هو یانگ‌لی نوشته شده‎است.
موزیک ویدیوی این آهنگ به کارگردانی هونگ وون‌کی از زنی بروز ساخته شده‌است.

## زمینه و انتشار
موزیک ویدیوی «راک یور بادی» در ۱۴ آگوست در حالی منتشر شد که آلبوم هم در همان روز در یوتیوب رسمی ویکس منتشر شد.

## لیست آهنگ‌ها
※ آهنگ پررنگ شده، آهنگ اصلی آلبوم می‌باشد.
| شماره      | نام                            | سراینده              | آهنگساز                      | مدت   |
| ---------- | ------------------------------ | -------------------- | ---------------------------- | ----- |
| ۱.         | «راک یور بادی»                 | چوی کیوسونگ، سویینگز | شینسادونگ تایگر، چوی کیوسونگ | ۰۳:۴۲ |
| ۲.         | «تو تو تو تو تو» (아픈데 좋아) | راوی، کیم جی‌هیانگ    | کیم دوهیون                   | ۰۳:۴۹ |
| ۳.         | «راک یور بادی» (بی‌کلام)        |                      | شینسادونگ تایگر، چوی کیوسونگ | ۰۳:۴۲ |
| مجموع مدت: | مجموع مدت:                     | مجموع مدت:           | مجموع مدت:                   | ۱۱:۱۴ |

## اعتبارات و اعضا
- ویکس - خواننده
  - چا هاک‌یون (ان) - خواننده، خواننده پس زمینه
  - جونگ تک‌وون (لئو) - خوانندهٔ اصلی، خواننده پس زمینه
  - لی جه‌هوان (کن) - خوانندهٔ اصلی، خواننده پس زمینه
  - کیم وون‌شیک (راوی) - رپ، ترانه‌سرایی
  - لی هونگ‌بین - خواننده
  - هان سانگ‌هیوک (هیوک) - خواننده
- شینسادونگ تایگر - تولید کننده
- چوی کیوسونگ - آهنگسازی، تولید کننده
- هو یانگ‌لی - تولید کننده

## نمودار عملکرد
| نمودار                                  | وضعیت در نمودار |
| --------------------------------------- | --------------- |
| کره جنوبی (جدول تک‌آهنگ‌های گائون)        | ۱۱۸             |
| کره جنوبی (جدول ماهانه تک‌آهنگ‌های گائون) | ۲۰۰             |
| بیلبورد (۱۰۰ آهنگ داغ کی‌پاپ)            | ۸۳              |

## تاریخ انتشار
| منطقه         | تاریخ         | فرمت                  | کمپانی        |
| ------------- | ------------- | --------------------- | ------------- |
| کره جنوبی     | ۱۴ آگوست ۲۰۱۲ | سی دی، دانلود دیجیتال | جلی‌فیش ، سی‌جِی |
| در سراسر جهان | ۱۴ آگوست ۲۰۱۲ | دانلود دیجیتال        | جلی‌فیش        |